# کنگرچوک (شهرستان آق‌تالا)
کنگرچوک (به لاتین: Kongorchok) یک روستا در قرقیزستان است که در شهرستان آق‌طلا واقع شده‌است. کنگرچوک ۱٬۱۸۰ نفر جمعیت دارد و ۱٬۸۰۰ متر بالاتر از سطح دریا واقع شده‌است.